# سیارک ۲۲۹۶۳۱
سیارک ۲۲۹۶۳۱ (به انگلیسی: 229631 Cluny، نامگذاری:2006ER)۲۲۹۶۳۱مین سیارک کشف شده‌است که در ۰۴ مارس ۲۰۰۶ کشف شد.